# 롤라이 35

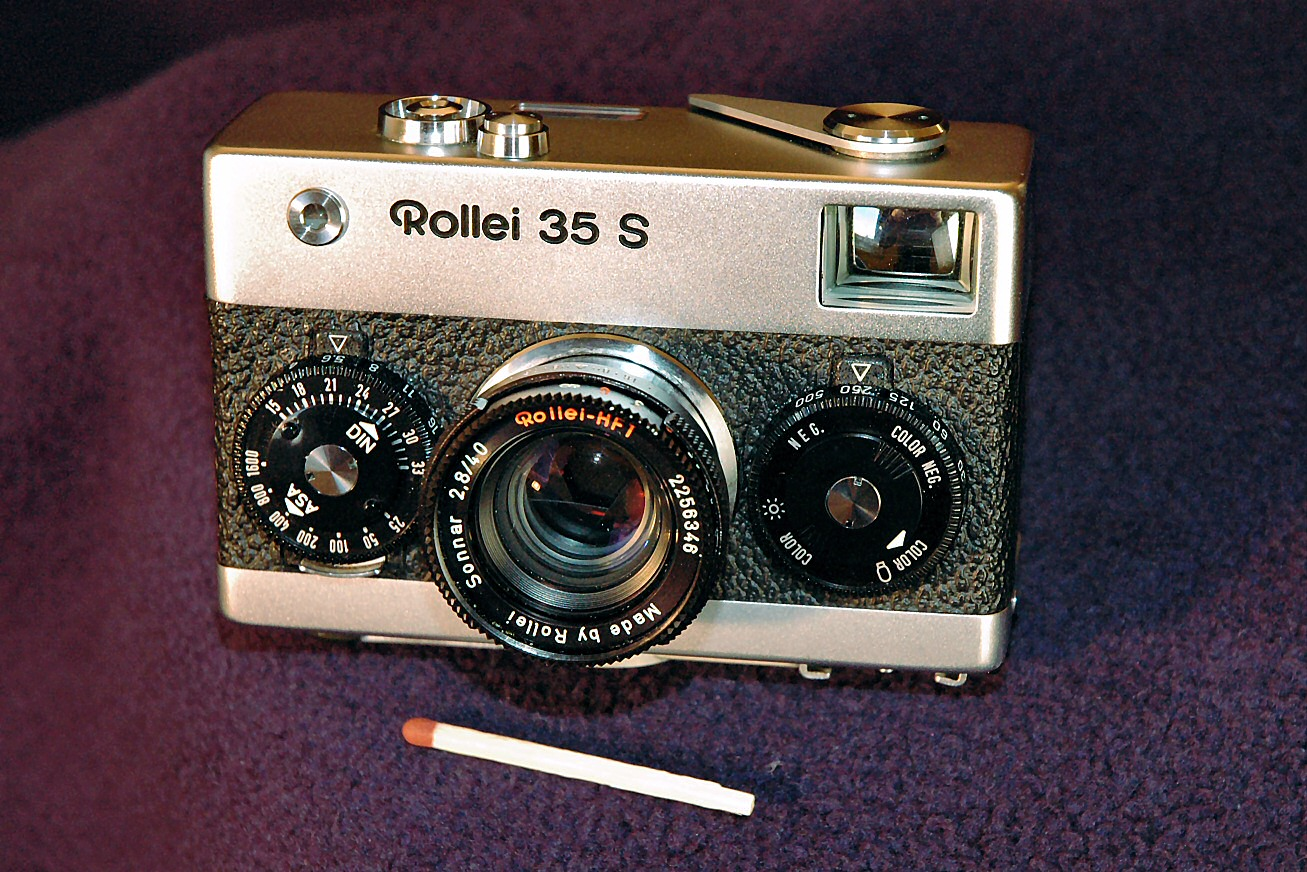
Rollei 35 S

롤라이 35(Rollei 35)는 1966년 롤라이에서 만든 35mm 목측식 기계식 카메라이다.